# توبیای
توبیای (به لاتین: Tubiai) یک منطقهٔ مسکونی در لیتوانی است که در Kėdainiai district municipality واقع شده‌است.

## خصوصیات
توبیای ۳۳ نفر جمعیت دارد.